# Cylindromyia rufifrons
Cylindromyia rufifrons är en tvåvingeart som först beskrevs av Friedrich Hermann Loew 1844.  Cylindromyia rufifrons ingår i släktet Cylindromyia och familjen parasitflugor. Inga underarter finns listade i Catalogue of Life.